# Miguel Ángel Manzi (futbolista)
Miguel Ángel Manzi (Capitán Bermúdez, 22 de marzo de 1955) es un exfutbolista y entrenador argentino. Jugaba como centrocampista y su primer club fue Rosario Central de Argentina.

## Carrera

### Como futbolista

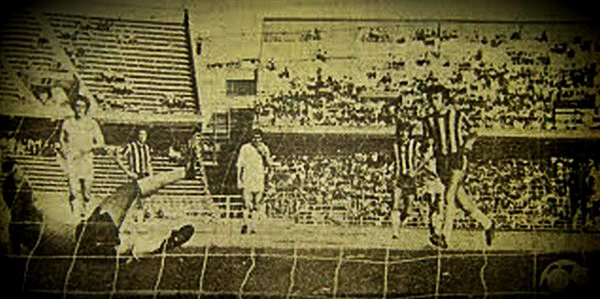
Manzi convierte de penal ante SS Lazio en un amistoso de 1979, victoria de Central 3-0.

Su debut se produjo con la casaca auriazul en la 22.ª fecha del Campeonato Metropolitano 1975, cuando el 27 de mayo Central cayó en Villa Maipú 0-1 ante Chacarita Juniors; el entrenador canalla era Carlos Timoteo Griguol. Recién en 1977 logró continuidad como titular, coincidiendo con el retorno de Griguol a la conducción del equipo, ya que había dejado el cargo poco después del primer encuentro jugado por Manzi. Encargándose de ejecutar penales y tiros libres, anotó 8 goles en la temporada, el más destacado a Boca Juniors en cancha de San Lorenzo el 18 de septiembre, triunfo 2-0. Tuvo a Carlos Aimar y Víctor Mancinelli como compañeros en la línea media, sumándose para 1978 el retornado Hugo Zavagno. Con la llegada de Ángel Tulio Zof al cargo de entrenador al año siguiente se generó la llamada Sinfónica, que contaba en el mediocampo con Héctor Chazarreta, Eduardo Bacas, José Luis Gaitán y Daniel Sperandío, y con Manzi teniendo mucha participación como remplazante. El Metropolitano 1980 fue su último torneo en Central; dejó el club tras haber vestido la casaca auriazul en 125 oportunidades y marcado 17 goles.

Su próximo destino fue Chaco For Ever, cuadro con el que disputó el Nacional 1980, sumando 12 partidos jugados y 3 goles anotados. Prosiguió su carrera en el fútbol colombiano: en 1981 representó a Atlético Quindío (actual Deportes Quindío) y en 1982 a Deportivo Pereira.

### Como entrenador
En 1998 inició su carrera como director técnico al tomar el primer equipo del Club Defensores de Santa Catalina de Capitán Bermúdez en la Liga Sanlorencina de Fútbol, conduciéndolo hasta mediados de 2016 de forma ininterrumpida. Ganó los títulos de Primera División 1999, Apertura 2003 y Clausura 2010. A mediados de 2016 pasó a conducir los selectivos juveniles de la Liga, cargo que desempeñó hasta principios de 2018, cuando decidió retomar su puesto en Santa Catalina, equipo al que dirige actualmente.

## Clubes

### Como futbolista
| Club              | País      | Año       |
| ----------------- | --------- | --------- |
| Rosario Central   | Argentina | 1975-1980 |
| Chaco For Ever    | Argentina | 1980      |
| Deportes Quindío  | Colombia  | 1981      |
| Deportivo Pereira | Colombia  | 1982      |

### Como entrenador
| Club                                   | País      | Año           |
| -------------------------------------- | --------- | ------------- |
| Defensores de Santa Catalina           | Argentina | 1998-2016     |
| Selectivos juveniles Liga Sanlorencina | Argentina | 2016-2018     |
| Defensores de Santa Catalina           | Argentina | 2018-presente |

## Palmarés

### Como entrenador

#### Torneos regionales oficiales
| Equipo                       | Liga         | País      | Título           | Año  |
| ---------------------------- | ------------ | --------- | ---------------- | ---- |
| Defensores de Santa Catalina | Sanlorencina | Argentina | Primera División | 1999 |
| Defensores de Santa Catalina | Sanlorencina | Argentina | Apertura         | 2003 |
| Defensores de Santa Catalina | Sanlorencina | Argentina | Clausura         | 2010 |